# Araneus pseudoventricosus
Araneus pseudoventricosus är en spindelart som beskrevs av Schenkel 1963. Araneus pseudoventricosus ingår i släktet Araneus och familjen hjulspindlar. Inga underarter finns listade i Catalogue of Life.